# Portes-lès-Valence
Portes-lès-Valence là một xã thuộc tỉnh Drôme trong vùng Rhône-Alpes ở đông nam nước Pháp. Xã Portes-lès-Valence nằm ở khu vực có độ cao trung bình 142 mét trên mực nước biển.
Portes-lès-Valence nằm ở phía nam của Valence và thuộc vùng xã này.